# 维维耶 (摩泽尔省)
维维耶（法語：Viviers，法語發音：[vivje]）是法国摩泽尔省的一个市镇，属于萨尔堡-萨兰堡区。

## 地理
维维耶（48°53'27"N, 6°26'7"E）面积7.2 平方千米，位于法国大東部大區摩泽尔省，该省份为法国东北部内陆省份，是洛林的一部分，西南接默尔特-摩泽尔省，东临下莱茵省，北与卢森堡和德国接壤。
与维维耶接壤的市镇（或旧市镇、城区）包括：代尔姆、栋热、丰特尼、阿诺库尔、索尔努瓦地区拉纳弗维尔、奥龙、坦克里。

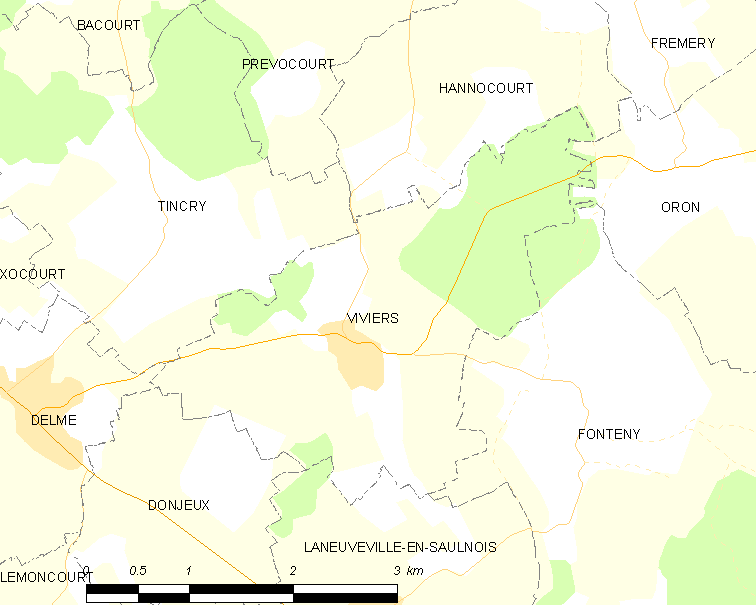
的OSM定位图

维维耶的时区为UTC+01:00、UTC+02:00（夏令时）。

## 行政
维维耶的邮政编码为57590，INSEE市镇编码为57727。

## 政治
维维耶所属的省级选区为索努瓦县。

## 人口

1962-2008年间人口变化图示

维维耶于2022年1月1日时的人口数量为122人。